# Максії
Максії, макситани (дав.-гр. Μάξυες, лат. Maxitani) — берберські племена, які мешкали на території сучасного Тунісу щонайменше з кінця II тисячоліття до н. е. Можливо брали участь в нападах лівійців на Єгипет під час навали "народів моря" і згадуються в написах із Медінет Абу під назвою "мешвеш" (M-s'w-s'(w)). Підтвердженням цієї гіпотези можна вважати легенду, згідно з якою максії пов'язували себе із троянцями. 
Геродот називає головним заняттям максіїв землеробство і тим самим протиставляє іншим - кочовим - берберським племенам, хоча визнає, що максії також розводили вівців і кіз.  
На території, що належала максіям, заснували свої колонії - Утіку, Гіппон Акру, Гадрумет, Карфаген - фінікійці. У 814 р. до н. е. ватажок максіїв Ярбас сватався до карфагенської володарки Елісси, можливо сподіваючись отримати її місто у "посаг", але невдало. За деякими даними після загибелі Елісси карфагеняни змушені були воювати з максіями і війна завершилася не на користь фінікійців - кілька століть поспіль Карфаген сплачував максіям данину.
У 50-х рр. VI ст. до н. е. військові дії відновилися і карфагенський командувач Малх завдав максіям поразки. Карфаген було звільнено від сплати данини, а максії перетворилися на союзників пунійців - вже наприкінці VI ст. до н. е. вони разом боролися із спробами греків заснувати свої колонії на африканському узбережжі. 
Надалі берберських союзників карфагенян здебільшого іменували нумідійцями, а про назву "максії" нагадували лише етноніми "масили" (східні нумідійці) і "масесіли" (західні нумідійці).